# Cyanea acuminata
Cyanea acuminata är en klockväxtart som först beskrevs av Charles Gaudichaud-Beaupré, och fick sitt nu gällande namn av Wilhelm B. Hillebrand. Cyanea acuminata ingår i släktet Cyanea, och familjen klockväxter. Inga underarter finns listade i Catalogue of Life.